# جون هيلي (سياسي)
جون هيلي هو سياسي أمريكي، ولد في 29 أغسطس 1835 في مقاطعة سميث في الولايات المتحدة، وتوفي في 10 أبريل 1921 في بويسي في الولايات المتحدة. نشط حزبياً في الحزب الديمقراطي.